# Darren Walsh (chef)
Darren Walsh, (Donegal, Irlanda) es un chef establecido en el restaurante Lulabistro desde 2011 en la ciudad de Guadalajara, México. Tiene una trayectoria de más de 20 años en cocinas, en su mayoría en Europa.
Su experiencia incluye haber trabajado en lugares como Pied-à-Terre y La Tante Claire (Londres), o Daniel (NYC), todos restaurantes con estrellas Michelin. En lulabistro Darren ha recibido premios como la Distinción Bohemia (2011), el reconocimiento Marco Beteta (2012) y fue nominado a los Gourmet Awards (2012, 2013 y 2015) de Travel + Leisure.
En la industria gastronómica mexicana está reconocido por otros chefs de renombre como una figura vanguardista.

## Biografía
Considerado como uno de los chefs de mayor proyección internacional debido a su técnica experimental con la cual busca llevar al límite el sabor de cada ingrediente, Darren Walsh, chef de lulabistro inició sus estudios en Francia y se forjó durante años en restaurantes de Estrellas Michelin. En Londres trabajó en las cocinas de Les Saveurs, de Marco Pierre White (1 Estrella Michelin); Pied à Terre, de Tom Aikens y Richard Neat (2 Estrellas Michelin); La Tante Claire, de Pierre Koffman (3 Estrellas Michelin); City Rhodes, de Gary Rhodes (2 Estrellas Michelin); L’Aubergine, de Gordon Ramsay (2 Estrellas Michelin) y Daniel’s de Daniel Boulud en NYC (3 Estrella Michelin), entre otros.
A los 27 años, Darren Walsh abrió Papillon, su primer restaurante, en el Village de la Ciudad de Nueva York, donde conquistó a los críticos del ámbito gourmet más exigentes de la Gran Manzana, entre ellos a William Grimes.
De su trabajo se ha dicho: “Para hablar del talento culinario de Darren Walsh tiene uno que recurrir a todas las artes. Sus platillos seducen por su inesperada combinación de sabores y presentaciones. Después del impacto visual de sus artísticas creaciones, las papilas gustativas confirman la maestría de su técnica experimental que lleva al límite el sabor de cada ingrediente”. 

## Proyecto
Lula Bistro es un proyecto que tuvo su origen a principios del siglo XXI en la ciudad de Nueva York. Pasaron varios años hasta que el proyecto maduró y, siguiendo una cuidadosa planeación, Lula Bistro abrió sus puertas en 2011 en la ciudad de Guadalajara, México.
La cocina de Darren Walsh es alta cocina mundial contemporánea, también conocida como cocina de autor.